# ジェームズ・カーン
ジェームズ・カーン（James Caan、1940年3月26日 - 2022年7月6日）は、アメリカ合衆国の俳優。息子には俳優のスコット・カーンがいる。

## 来歴
ニューヨーク市ブロンクス出身。ドイツからのユダヤ系移民の出身。父親は肉屋を営んでいた。クイーンズ区サニーサイドで育った。ミシガン州立大学で経済を学びながらフットボールに熱中、空手の黒帯も保持し、ロデオにも挑戦していたという。その後ニューヨーク州ヘムステッドのホフストラ大学で演劇に出会い、ネイバーフッド・プレイハウスで演技を学ぶ。ホフストラ大学のクラスメイトにはフランシス・フォード・コッポラやレイニー・カザンがいた。
テレビシリーズの『アンタッチャブル』などに出演し、1964年に映画デビュー。1971年、テレビ映画『ブライアンズ・ソング/友情のタッチ・ダウン』で実在のフットボール選手、ブライアン・ピッコロ役を務め、エミー賞にノミネートされた。
1972年の『ゴッドファーザー』に出演、アカデミー助演男優賞にノミネートされた。映画の制作中、ニューヨーク・マフィアのボスのカーマイン・ペルシコとしばしば行動を共にしていた。カーンは当時それほど知られた俳優ではなかったため、当局の捜査官は彼を構成員になりたがっている若者の一人だと思ったという逸話がある。
実力のある俳優であるものの、『ゴッドファーザー』の豪放な長男ソニー・コルレオーネ役のイメージが強すぎて以降は苦戦している感があったが、50代以降は性格俳優として『ラスベガス』などのテレビドラマから『恋するための3つのルール』や『エルフ 〜サンタの国からやってきた〜』の様なコメディ、さらに声優など幅広いジャンルで活躍した。
井筒和幸はフリービーとビーン大乱戦やゴッドファーザーでカーンを絶賛しているが、とりわけ後者で死亡するシーンは「本当に死んだかと思った」と書いている。
三船敏郎が出演した映画『1941』にも出演しているが、ノンクレジットである。
1990年、ロブ・ライナー監督のサイコホラー映画『ミザリー』で主演、『ゴッドファーザー』のソニー役と違い瀕死の重傷でほとんど動けない役だったが名演技を見せている。
2015年、胸に痛みを覚えて病院に搬送される。命に別状はなかった模様。
2022年、現地時間の7月6日夕方に死去したことが公式ツイッターで発表された。82歳没。

## 私生活
1995年に結婚したリンダ・ストークスとの間に2人の子供がいる。
4度の結婚で5人の子供がおり、その中の一人のスコットは俳優となった。
2009年、リンダ・ストークスとの離婚を申請した。

## 主な出演作品

### 映画
| 公開年 | 邦題 原題                                                            | 役名                                  | 備考                 |
| ------ | -------------------------------------------------------------------- | ------------------------------------- | -------------------- |
| 1964   | 不意打ち Lady in a Cage                                              | ランダル・シンプソン・オコネル        |                      |
| 1965   | 栄光の野郎ども The Glory Guys                                        | アンソニー・デューガン                |                      |
| 1965   | レッドライン7000 Red Line 7000                                       | マイク                                |                      |
| 1967   | エル・ドラド El Dorado                                               | ミシシッピ                            |                      |
| 1967   | 悪魔のくちづけ Games                                                 | ポール・モンゴメリー                  |                      |
| 1968   | 宇宙大征服 Countdown                                                 | リー・ステッグラー                    |                      |
| 1968   | 潜水艦X-1号 Submarine X-1                                            | リチャード・ボルトン                  |                      |
| 1968   | テキサスの七人 Journey to Shiloh                                     | バック・バーネット                    |                      |
| 1969   | 雨のなかの女 The Rain People                                         | ジミー                                |                      |
| 1971   | 愛はひとり T.R. Baskin                                               | ラリー・ムーア                        |                      |
| 1971   | ブライアンズ・ソング/友情のタッチ・ダウン Brian's Song               | ブライアン・ピッコロ                  | テレビ映画           |
| 1972   | ゴッドファーザー The Godfather                                       | サンティノ（ソニー）・コルレオーネ    |                      |
| 1973   | シンデレラ・リバティー/かぎりなき愛 Cinderella Liberty               | ジョン・バッグス・ジュニア            |                      |
| 1974   | フリービーとビーン/大乱戦 Freebie and the Bean                       | フリービー                            |                      |
| 1974   | 熱い賭け The Gambler                                                 | アクセル・フリード                    |                      |
| 1974   | ゴッドファーザー PART II The Godfather Part II                       | ソニー・コルレオーネ                  |                      |
| 1975   | ファニー・レディ Funny Lady                                          | ビリー・ローズ                        |                      |
| 1975   | ローラーボール Rollerball                                            | ジョナサン・E                         |                      |
| 1975   | キラー・エリート The Killer Elite                                    | マイク・ロッケン                      |                      |
| 1976   | メル・ブルックスのサイレント・ムービー Silent Movie                  | 本人                                  |                      |
| 1976   | ニューヨーク一獲千金 Harry and Walter Go to New York                 | ハリー                                |                      |
| 1977   | 遠すぎた橋 A Bridge Too Far                                          | エディ・ドーハン軍曹                  |                      |
| 1977   | 続・男と女 Un autre homme, une autre chance                          | デヴィッド・ウィリアムス              |                      |
| 1978   | カムズ・ア・ホースマン Comes a Horseman                              | フランク                              |                      |
| 1979   | 第2章 Chapter Two                                                    | ジョージ                              |                      |
| 1981   | ザ・クラッカー/真夜中のアウトロー Thief                              | フランク                              |                      |
| 1981   | 愛と哀しみのボレロ Les Uns et les Autres                             | ジャック・グレン / ジェイソン・グレン |                      |
| 1982   | キスミー・グッバイ Kiss Me Goodbye                                   | ジョリー                              |                      |
| 1987   | 友よ、風に抱かれて Gardens of Stone                                  | クレル・ハザード                      |                      |
| 1988   | エイリアン・ネイション Alien Nation                                  | マシュー・スカイズ                    |                      |
| 1990   | ディック・トレイシー Dick Tracy                                      | スパルドーニ                          |                      |
| 1990   | ミザリー Misery                                                      | ポール・シェルダン                    |                      |
| 1991   | ワンダーアーム・ストーリー The Dark Backward                         | Doctor Scurvy                         |                      |
| 1991   | フォー・ザ・ボーイズ For the Boys                                    | エディ・スパークス                    |                      |
| 1992   | ハネムーン・イン・ベガス Honeymoon in Vegas                          | トミー・コーマン                      |                      |
| 1993   | クォーターバック The Program                                         | サム・ウィンターズ                    |                      |
| 1993   | フレッシュ・アンド・ボーン/渇いた愛のゆくえ Flesh and Bone           | ロイ・スイーニー                      |                      |
| 1996   | フリーズ/地獄の相続人 North Star                                     | ショーン・マクレノン                  |                      |
| 1996   | アンソニーのハッピー・モーテル Bottle Rocket                         | ミスター・ヘンリー                    |                      |
| 1996   | イレイザー Eraser                                                    | ロバート・ドゥゲラン                  |                      |
| 1996   | ダーティ・ボーイズ Bulletproof                                       | コルトン                              |                      |
| 1998   | フィオナが恋していた頃 This Is My Father                             | キエラン・ジョンソン                  |                      |
| 1998   | マーロウ 最後の依頼 Poodle Springs                                   | フィリップ・マーロウ                  | テレビ映画           |
| 1999   | 恋するための3つのルール Mickey Blue Eyes                             | フランク                              |                      |
| 2000   | 裏切り者 The Yards                                                   | フランク・オルチン                    |                      |
| 2000   | デッド・ヒート・コネクション Luckytown                               | チャーリー・ドイルズ                  |                      |
| 2000   | 誘拐犯 The Way of the Gun                                            | ジョー・サルノ                        |                      |
| 2001   | レッド・ロック Warden of Red Rock                                    | ジョン・フリンダース                  | テレビ映画           |
| 2001   | 戦艦アイオワ/疑惑の砲台 A Glimpse of Hell                            | フレッド・モーサリー                  | テレビ映画           |
| 2002   | レイス・オブ・ヘブン -天のろくろ- Lathe of Heaven                    | ウィリアム・ハーバー                  | テレビ映画           |
| 2002   | シティ・オブ・ゴースト City of Ghosts                                | マーヴィン                            |                      |
| 2002   | ブラッド・クライム 血に染まる森 Blood Crime                          | モーガン・マッケナ                    | テレビ映画           |
| 2003   | ドッグヴィル Dogville                                                | 大きな男                              |                      |
| 2003   | エルフ 〜サンタの国からやってきた〜 Elf                              | ウォルター                            |                      |
| 2005   | サタンクロース Santa's Slay                                          | ダレン・メイソン                      | クレジットなし       |
| 2008   | ゲット スマート Get Smart                                            | 大統領                                |                      |
| 2009   | ニューヨーク、アイラブユー New York, I Love You                      | リッコリ氏                            |                      |
| 2009   | ミドルメン/アダルト業界でネットを変えた男たち Middle Men             | ジェリー・ハガティ                    |                      |
| 2009   | くもりときどきミートボール Cloudy with a Chance of Meatballs         | ティム・ロックウッド                  | 声の出演             |
| 2011   | フェイク・クライム Henry's Crime                                     | マックス・サルツマン                  |                      |
| 2011   | デタッチメント 優しい無関心 Detachment                               | チャールズ・シーボルト                |                      |
| 2012   | 俺のムスコ That's My Boy                                             | マクナリー神父                        |                      |
| 2012   | ギャング・イン・L.A. For the Love of Money                           | ミッキー                              |                      |
| 2012   | スモール・アパートメント ワケアリ物件の隣人たち Small Apartments     | オールスパイス氏                      |                      |
| 2013   | マイ・ブラザー 哀しみの銃弾 Blood Ties                               | レオン                                |                      |
| 2014   | ロバート・アルトマン/ハリウッドに最も嫌われ、そして愛された男 Altman | 本人                                  | ドキュメンタリー映画 |
| 2014   | リベンジ・ファイト A Fighting Man                                    | オルブライト                          |                      |
| 2014   | 傭兵奪還 The Outsider                                                | シュースター                          | ビデオ映画           |
| 2015   | CIA特殊ユニット スローアウェイズ The Throwaways                      | ホールデン                            |                      |
| 2016   | グッド・ネイバー The Good Neighbor                                   | ハロルド・グレイニー                  |                      |
| 2017   | アンダーカバー・じーさん Undercover Grandpa                          | おじいちゃん                          |                      |
| 2023   | サイレンサー Fast Charlie                                            | スタン・ミューレン                    | 遺作                 |

### テレビシリーズ
| 放映年    | 邦題 原題                                     | 役名                                   | 備考                                  |
| --------- | --------------------------------------------- | -------------------------------------- | ------------------------------------- |
| 2003-2007 | ラスベガス Las Vegas                          | エド・デライン                         | 88エピソード                          |
| 2004      | 女検死医ジョーダン Crossing Jordan            | エド・デライン                         | 1エピソード                           |
| 2012      | HAWAII FIVE-0 Hawaii Five-0                   | トニー・アーチャー                     | 第2シーズン第18話「ラジオDJ殺人事件」 |
| 2013      | マジックシティ 黒い楽園 Magic City            | サイ・バーマン                         | 5エピソード                           |
| 2013-2014 | それいけ! ポンコツ少年野球団 Back in the Game | テリー・ギャノン・シニア（“キャノン”） | 13エピソード                          |

## 受賞とノミネート
| 賞                   | 年     | 部門                                    | 作品                 | 結果       |
| -------------------- | ------ | --------------------------------------- | -------------------- | ---------- |
| アカデミー賞         | 1972年 | アカデミー助演男優賞                    | 『ゴッドファーザー』 | ノミネート |
| ゴールデングローブ賞 | 1965年 | 有望若手男優賞                          | 『栄光の野郎ども』   | ノミネート |
| ゴールデングローブ賞 | 1972年 | 助演男優賞                              | 『ゴッドファーザー』 | ノミネート |
| ゴールデングローブ賞 | 1973年 | 主演男優賞 (ドラマ部門)                 | 『熱い賭け』         | ノミネート |
| ゴールデングローブ賞 | 1975年 | 主演男優賞 (ミュージカル・コメディ部門) | 『ファニー・レディ』 | ノミネート |

## 参照
1. 1 2  Model, Betsy. “The Ultimate Caan”.   Cigar Aficionado. 2006年12月13日閲覧。
2. ↑  James Caan profile at Film Reference.com
3. 1 2  Stated on Inside the Actors Studio, 2000
4. ↑  Real-Life Tough Guys and Silver-Screen Gangsters - The New York Times
5. ↑  ハーラン・リーボ 著、河原一久、鈴木勉 訳『ザ・ゴッドファーザー』ソニーマガジンズ、2001年11月22日、159頁。ISBN 978-4789717748。
6. ↑  アメリカの活動写真が先生だった (SOUND PAL BOOKS) 出版社 : 小学館 (1998/12/20)
7. ↑  キネマ旬報 2022年10月上旬号 No.1905
8. ↑  『ゴッドファーザー』のジェームズ・カーン、肺感染症で入院 - ライブドアニュース
9. ↑  @James_Caanの2022年7月8日のツイート、2022年7月8日閲覧。
10. ↑  “米俳優 J・カーン氏死去「ゴッドファーザー」でアカデミー賞候補に”. Sponichi Annex. スポーツニッポン新聞社. 8 July 2022. 2022年7月8日閲覧.
11. ↑  “「ラスベガス」のジェームズ・カーン、一度は撤回した離婚を再び申請”. シネマトゥデイ. (2009年11月22日) 2013年7月12日閲覧。